# Okruh endomorfismů
Okruh endomorfismů je matematická struktura z oboru abstraktní algebry. Jejími prvky jsou endomorfismy nějakého objektu (jiné struktury) a dvě operace – skládání endomorfismů tohoto objektu, která realizuje „násobení“, a původní operace sčítání na objektu, přičemž výsledná struktura splňuje axiomy okruhu. Nulovým prvkem je endomorfismus zobrazující vše na nulový prvek původní struktury a neutrálním prvkem vzhledem k „násobení“ je identita. Okruh endomorfismů bývá značen End(X), kde X je nahrazeno označením původní struktury.

## Příklady
Prvky okruhu endomorfismů abelovské grupy (G,+) jsou endomorfismy G, tedy grupové homomorfismy z G do G. Každé dva takové endomorfismy f a g mohou být sečteny po prvcích, tedy hodnotou (f+g)(x) je f(x)+g(x), přičemž vznikne opět endomorfismus. Také mohou být libovolné z endomorfismů skládány a skládání je vzhledem k uvedenému sčítání distributivní. Výsledná struktura je tedy okruhem, může být značena End(G).
Stejným způsobem je možné vybudovat okruh endomorfismů pro libovolný modul. Jeho prvky budou endomorfismy daného modulu. Naopak pro nekomutativní (neabelovské) grupy podobná konstrukce selže, protože součtem dvou homomorfismů nemusí být homomorfismus.
Pokud uvažujeme vektorový prostor nad tělesem Tn, pak okruh endomorfismů odpovídá maticovému okruhu matic n×n s hodnotami z T. Tak tomu je obecněji pro každý volný modul.

## Vlastnosti
- okruhy endomorfismů jsou asociativní
- je-li modul jednoduchý, pak je jeho okruh endomorfismů těleso (takzvané Schurovo lemma)